# Communauté de communes des Pays Civraisien et Charlois
La communauté de communes des Pays Civraisien et Charlois est une ancienne communauté de communes française, située dans le département de la Vienne et la région Nouvelle-Aquitaine.
Le 31 décembre 2016, elle fusionne avec la communauté de communes de la Région de Couhé et la communauté de communes du Pays Gencéen pour former la communauté de communes du Civraisien en Poitou.

## Histoire
Le 1er janvier 2014, la communauté de communes est créée en regroupant celles du Pays Charlois et du Civraisien, soit un ensemble de 21 communes. 

## Composition
Elle regroupe les 21 communes suivantes :
| Nom                     | Code Insee | Gentilé          | Superficie (km2) | Population (dernière pop. légale) | Densité (hab./km2) |
| ----------------------- | ---------- | ---------------- | ---------------- | --------------------------------- | ------------------ |
| Civray (siège)          | 86078      | Civraisiens      | 8,70             | 2 745 (2014)                      | 316                |
| Asnois                  | 86012      | Asnoisiens       | 16,26            | 144 (2014)                        | 8,9                |
| Blanzay                 | 86029      | Blanzéens        | 35,45            | 794 (2014)                        | 22                 |
| Champagné-le-Sec        | 86051      | Champenois       | 7,99             | 215 (2014)                        | 27                 |
| Champniers              | 86054      | Camponégriens    | 20,03            | 348 (2014)                        | 17                 |
| Charroux                | 86061      | Charlois         | 44,29            | 1 167 (2014)                      | 26                 |
| Chatain                 | 86063      |                  | 22,05            | 264 (2014)                        | 12                 |
| Genouillé               | 86104      | Genouilléens     | 29,80            | 517 (2014)                        | 17                 |
| Joussé                  | 86119      | Jousséens        | 7,59             | 316 (2014)                        | 42                 |
| La Chapelle-Bâton       | 86055      | Chapellois       | 29,68            | 347 (2014)                        | 12                 |
| Linazay                 | 86134      | Linazéens        | 9,14             | 220 (2014)                        | 24                 |
| Lizant                  | 86136      | Lizantais        | 16,95            | 424 (2014)                        | 25                 |
| Payroux                 | 86189      | Payrousiens      | 30,05            | 494 (2014)                        | 16                 |
| Saint-Gaudent           | 86220      | Saint-Gaudentais | 11,76            | 302 (2014)                        | 26                 |
| Saint-Macoux            | 86231      | Macouins         | 10,68            | 475 (2014)                        | 44                 |
| Saint-Pierre-d'Exideuil | 86237      | Exidoliens       | 19,32            | 725 (2014)                        | 38                 |
| Saint-Romain            | 86242      |                  | 20,48            | 405 (2014)                        | 20                 |
| Saint-Saviol            | 86247      | Saint-Saviolais  | 10,81            | 521 (2014)                        | 48                 |
| Savigné                 | 86255      | Savignéens       | 36,35            | 1 364 (2014)                      | 38                 |
| Surin                   | 86266      | Surinois         | 11,91            | 114 (2014)                        | 9,6                |
| Voulême                 | 86295      | Voulêmois        | 11,12            | 378 (2014)                        | 34                 |

## Démographie
| 2011   | 2012   | 2014   |
| ------ | ------ | ------ |
| 12 590 | 12 557 | 12 279 |

## Administration
| Période                                  | Période          | Identité              | Étiquette | Qualité |
| ---------------------------------------- | ---------------- | --------------------- | --------- | ------- |
| janvier 2014                             | 31 décembre 2016 | Jean-Olivier Geoffroy |           |         |
| Les données manquantes sont à compléter. |                  |                       |           |         |